# Кень-Юрт
Кень-Юрт (чечен. Галне) — село в Грозненском районе Чеченской Республики. Административный центр Кень-Юртовского сельского поселения.

## География
Село расположено на правом берегу реки Терек, у северного подножья Терского хребта, в 20 км к северо-западу от города Грозный.
Ближайшие населённые пункты: на севере — станица Калиновская, на северо-востоке — сёла Левобережное и Терское, на востоке — село Правобережное, на юго-востоке — село Толстой-Юрт, на юге — станица Первомайская, на юго-западе — село Зебир-Юрт и посёлок Минеральный и на северо-западе — село Подгорное.

## История

### В древности
На западе от села был обнаружен памятник эпохи раннего железа, названный Кень-Юртовским городищем. На северо-восточной окраине села по правому берегу Терека тянется цепь могильников (курганов). Также имеется большое число распаханных курганов. В нескольких километрах на северо-западе от сельской мечети было выявлено Кень-Юртовское городище. Мощность культурного слоя 1—1,3 метра. Большая часть обнаруженных находок учёными отнесена к кобанской культуре эпохи поздней бронзы и раннего железного века. Некоторые фрагменты имеют сходство с местной керамикой сарматского времени.

### XIX—XX века
Основателями села Кень-Юрт считаются представители чеченского тейпа — кей, чьи родовые места находятся в верховьях реки Чанты-Аргун. Примерная дата основания села 1839 год.
С 1944 по 1958 года, в период депортации чеченцев и упразднения Чечено-Ингушской АССР, село носило название — Крутояровка.
В селе находится Зиярат Шейха Дени Арсанова.

## Население
| 1990  | 2002  | 2010  | 2012  | 2013  | 2014  | 2015  |
| ----- | ----- | ----- | ----- | ----- | ----- | ----- |
| 1402  | ↗1667 | ↗1832 | ↗1879 | ↗1913 | ↘1907 | ↗1934 |
| 2016  | 2017  | 2018  | 2019  | 2020  | 2021  | 2023  |
| ↗1952 | ↗1991 | ↗2012 | ↗2046 | ↗2060 | ↗2156 | ↗2184 |
| 2024  |       |       |       |       |       |       |
| ↗2192 |       |       |       |       |       |       |

Национальный состав
По данным Всероссийской переписи населения 2010 года:
| № | Национальность | Численность, чел. | Доля    |
| - | -------------- | ----------------- | ------- |
| 1 | чеченцы        | 1 828             | 99,78 % |
| 2 | другие         | 4                 | 0,22 %  |

## Тайпы
Тайповый состав населения села:
| - кей, - акхий, - гордалой, - дишний, - зандакой, - нашхой, | - пешхой, - чантий, - чартой, - чинхой, - энакалой, - энганой. |

## Инфраструктура
В селе Кень-Юрт имеются:
- библиотека
- детский сад
- дом культуры
- почта
- сельсовет[25].

- Муниципальное общеобразовательное учреждение «Школа с. Кень-Юрт»[26].

## Известные жители
- Какиев Саид-Магомед Шамаевич — Герой России, участник контртеррористической операции в Чеченской Республике[27].

## Галерея

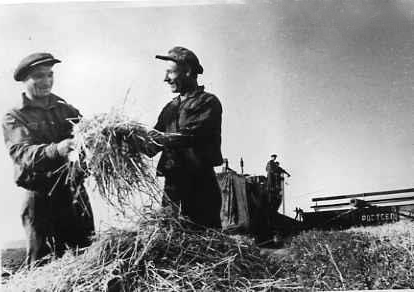
Механик Кень-Юртовской МТС Машков и бригадир Лоднев Ф. А. в поле. 1939 год